# Доспат (връх)
Вижте пояснителната страница за други значения на Доспат.
Връх Доспат (на английски: Dospat Peak) е 500-метров планински връх във Видинските възвишения на остров Ливингстън, част от Южните Шетландски острови край Антарктика. Върхът носи името на град Доспат.

## Местонахождение
Върхът е разположен на полуостров Варна, един километър от връх Мизия в посока изток-югоизток, на 960 метра на юг от връх Кричим и на 300 метра на север от връх Ахтопол. Данните са придобити от българската експедиция Тангра 2004/05.

## Карти
- L.L. Ivanov et al, Antarctica: Livingston Island, South Shetland Islands (from English Strait to Morton Strait, with illustrations and ice-cover distribution), 1:100000 scale topographic map, Antarctic Place-names Commission of Bulgaria, Sofia, 2005
- Л. Иванов. Антарктика: Остров Ливингстън и острови Гринуич, Робърт, Сноу и Смит. Топографска карта в мащаб 1:120000. Троян: Фондация Манфред Вьорнер, 2009. ISBN 978-954-92032-4-0
- Л. Иванов. Карта на остров Ливингстън. В: Иванов, Л. и Н. Иванова. Антарктика: Природа, история, усвояване, географски имена и българско участие. София: Фондация Манфред Вьорнер, 2014. с. 18 – 19. ISBN 978-619-90008-1-6